# Boot (England)
Koordinaten: 54° 24′ N, 3° 16′ W

Die Post in Boot, Cumbria

Boot ist ein Dorf im Eskdale-Tal, Cumbria im Lake District in England.

## Verschiedenes
Zehn bis fünfzehn Menschen leben ständig in Boot. Im Sommer kann die Bewohnerzahl kurzfristig auf rund 100 ansteigen, wenn Wanderer und Urlauber in den Ort kommen. Boot hat zwei Gaststätten und einen Campingplatz.
Der heutige Endpunkt der Ravenglass and Eskdale Railway liegt etwa 300 m vom Ort entfernt.
Der Ort kann auf einer Straße die von Osten durch das Eskdale Tal führt erreicht werden. Von Westen führt die Straße über den Hardknott Pass und den Wrynose Pass zwei der steilsten Pässe in England, die im Winter oft durch Schnee und Eis unbefahrbar sind.
Die Steinkreise im Burnmoor sind eine Gruppe von fünf bronzezeitlichen Steinkreisen, etwa 1,6 km nördlich des Dorfes Boot.